# Concha Márquez Piquer
Concha Márquez Piquer (31. prosince 1946, Buenos Aires, Argentina – 18. října 2021 Madrid) byla španělská zpěvačka stylu copla.

## Osobní život
Concha Márquez Piquer se narodila 31. prosince 1946 v Buenos Aires. Jejími rodiči byli toreador Antonio Márquez a známá zpěvačka Concha Piquer. 26. října 1962 se vdala za Francisca Romera Lópeze, španělského toreadora známého pod jménem Curro Romero. V manželství se narodily dvě dcery, Concha Romero a Coral Romero. Mladší dcera zahynula tragicky v roce 1986 ve svých 19 letech při dopravní nehodě v USA. Po rozchodu se svým prvým manželem se zpěvačka v roce 1982 vdala podruhé; jejím druhým manželem se stal herec Ramiro Oliveros Fernández. V roce 1988 se manželům narodila dcera Iris Oliveros Márquez.

## Kariéra
Již v útlém dětství se rozhodla věnovat hudbě jako její matka. Debutovala ve svých 22 letech v divadle Teatro Calderón v Madridu. O rok později, 20. června 1970 již při představení v divadle Teatro de la Zarzuela přednesla na 30 písní. V témže roce na sebe upozornila účastí v konkurzu Pasaporte a Dublín na účast v soutěži Eurovision Song Contest 1971 vysílaném španělskou televizí.
Ve své čtyřicet let trvající kariéře se zaměřila především na interpretaci písní ve stylu copla. V roce 2002 vydala knihu receptů a vzpomínek Sabores. Las recetas de mi vida.

## Diskografie
|  |  | - Ser o no ser – La gente, 1969, Columbia - Más... y más – ¡Riéte!, 1969, Columbia - ... y pago mi felicidad – Escombros de amor, 1970, Columbia - Tiene que ser el amor – Fue...¡por tu voz!, 1970, Columbia - Hasta el fin te buscaré – A la cima del mundo, 1971, Columbia - I Love Paris – Y yo en mi rincón, 1972, Columbia (neúplná diskografie) | - Concha Márquez Piquer canta a Concha Piquer, 1993, EMI, 7 81239 2 1. Habla con Concha Piquer 2. Concha Piquer 3. Dime que me quieres 4. Cinco farolas 5. Romance de valentía 6. Ojos verdes 7. Romance de la otra 8. No me quieras tanto 9. Me embrujaste 10. Tatuaje 11. En tierra extraña - Desde mi rincón, 2003 |

### Ostatní
- Cantares 5, LP, Columbia, 1978 (další účinkující: Jurado, Rocío; Pantoja, Isabel; Moreno, Antoñita)